# Eissporthalle im Sportzentrum Landsberg
Die Eissporthalle Landsberg (genannt: Hungerbach-Dome) ist ein Eisstadion in Landsberg am Lech, Oberbayern. Sie wurde 1980 erbaut und hat eine Zuschauerkapazität von 2.955. Die Halle war Heimstadion des Eislauf- und Eishockeyclubs EV Landsberg.
Derzeit ist Eishalle das Heimatstadion des HC Landsberg, welcher seit der Saison 2020/21 in der Oberliga Süd spielt. Daneben wird die Halle von der Spielgemeinschaft VfL Denklingen/HC Landsberg 1b in der Eishockey-Bezirksliga Bayern, weiteren Freizeitvereinen sowie Schulen genutzt, des Weiteren ist die Eisfläche in der spiel- und trainingsfreien Zeit zum Schlittschuhlaufen für die Öffentlichkeit geöffnet. Weitere Veranstaltungen sind unter anderem Eisdiskos, Konzerte, Ausstellungen, Inlinehockey und Stockschießen.
Zuletzt 2011 wurde die Eishalle im Sportzentrum Landsberg saniert. Das Dach der Eishalle wurde erneuert und unter dem Dach wurde eine weiße Kältefolie installiert um die Kälte vom Dach fernzuhalten. Dies soll die Energiekosten senken, da die kalte Luft wieder nach unten gedrückt wird. Neben den Erneuerungen am Hallendach wurden auch neue Kabinen und Duschen, ein neuer Bodenbelag, neue sanitäre Einrichtungen, ein Lüftungssystem sowie eine neue Beschallungsanlage installiert.